# Artis
Artis va ser una companyia teatral de Palma que va funcionar del 1948 al 1969.
Durant els seus anys d’existència feren 2.474 funcions –1.267 a Palma i 1.207 a altres llocs– i estrenaren noranta obres de trenta-tres autors diferents. Les obres que més representaren foren de Pere Capellà (L’amo de son magraner, 130 funcions; Sa madona du es maneig, 99 funcions), Joan Mas (Sa padrina, 121 funcions; Un senyor damunt un ruc, 95 funcions), Martí Mayol (Es sogre de madò Rosa, 93 funcions) i Lluís Segura (Pobres casats, 87 funcions).

## Història
Companyia de teatre fundada a Palma el 1948 com a conseqüència de les tensions que hi va haver dins l’Agrupació de Teatre Regional. Aquestes tensions, que sembla que foren per desacords en la distribució dels papers, provocaren que el febrer de 1948 la companyia s'escindís en dues: una que conservà el mateix nom i una altra que inicialment adoptà el nom de Companyia de Teatre Regional. Aquesta darrera companyia, afiliada a l’Obra Sindical de Educación y Descanso, el setembre de 1949 va baratar el nom pel d’Artis. Fins l’any de la seva dissolució ocupà de manera titular el Teatre Principal i hi presentà gairebé totes les seves estrenes, excepte en comptades vegades. Amb Gaietà Cortès Valls com a director gerent, també se n’encarregaren de la direcció Catina Valls, Joan Valls, Xesc Forteza, Gabriel Janer Manila, Antoni Mus i Enric Torres.
A l’inici l’acusaren de fer un teatre centrat en obres dels mateixos autors estrenats abans de la Guerra Civil, és a dir, Gabriel Fuster, Miquel Puigserver, Josep M. Tous i Maroto, Gabriel Cortès o Manuel Andreu i Fontirroig. Llavors, ja consolidada la companyia, apostaren per autors nous com Pere Capellà, Martí Mayol, Joan Mas, Antoni Mus i Xesc Forteza, amb els quals tingueren força èxit de públic i de crítica, i molts bons resultats econòmics. A partir dels anys seixanta, tant la crítica com el públic s'anà cansant d’aquest tipus de teatre, que consideraven desfasat. Tot i això, els dies 27 i 28 de setembre de 1963 la companyia actuà al Teatre Romea de Barcelona, dins el marc del VI Cicle de Teatre Llatí, amb Un senyor damunt un ruc, de Joan Mas. Fou guardonada amb un premi especial, i la primera actriu, Cristina Valls, guanyà el tercer premi a la interpretació femenina. La companyia entrà en decadència i començà a perdre gran part del suport social que anys enrere havia tingut. Malgrat aquesta evidència, la companyia no fou partidària en un primer moment d’introduir en el seu repertori altres autors que els permetessin modernitzar-lo. Fou durant els seus darrers anys d’existència que hi hagué un seguit de canvis, tant de direcció com d’autors i actors. Tot i l’intent d’innovació, els resultats no foren els desitjats i la companyia es va dissoldre el 1969. Entre els seus actors van destacar Xesc Forteza i els germans Cristina i Joan Valls, aquest darrer mort en un accident de trànsit el juny de 1958 quan aleshores n’era actor i director.